# Дуналіелла
Дуналіелла (лат. Dunaliella) — рід одноклітинних водоростей, що здатні до дуже інтенсивного фотосинтезу, швидкого розмноження і формування високо енергетичних органічних сполук. Водорості широко поширені в морських водах. Дуналіелла містить у сухій речовині 24–27 % жирів і 31–39 % вуглеводів.
Найбільш відомим видом є галофіт Dunaliella salina Teodor.

## Види
- D. acidophila
- D. bardawil
- D. bioculata
- D. lateralis
- D. maritima
- D. minuta
- D. parva
- D. peircei
- D. polymorpha
- D. primolecta
- D. pseudosalina
- D. quartolecta
- D. salina Teodor.
- D. sp. 006
- D. sp. 336
- D. sp. BSF1
- D. sp. BSF2
- D. sp. BSF3
- D. sp. CCMP 1641
- D. sp. CCMP 1923
- D. sp. CCMP 220
- D. sp. CCMP 367
- D. sp. FL1
- D. sp. hd10
- D. sp. SAG19.6
- D. sp. SPMO 109-1
- D. sp. SPMO 112-1
- D. sp. SPMO 112-2
- D. sp. SPMO 112-3
- D. sp. SPMO 112-4
- D. sp. SPMO 128-2
- D. sp. SPMO 200-2
- D. sp. SPMO 200-3
- D. sp. SPMO 200-8
- D. sp. SPMO 201-2
- D. sp. SPMO 201-3
- D. sp. SPMO 201-4
- D. sp. SPMO 201-5
- D. sp. SPMO 201-6
- D. sp. SPMO 201-8
- D. sp. SPMO 202-4
- D. sp. SPMO 207-3
- D. sp. SPMO 210-3
- D. sp. SPMO 211-2
- D. sp. SPMO 300-4
- D. sp. SPMO 300-5
- D. sp. SPMO 600-1
- D. sp. SPMO 601-1
- D. sp. SPMO 980625-1E
- D. sp. SPMO 980625-IE
- D. sp. SPMO BP3
- D. tertiolecta
- D. viridis
- Dunaliella sp.